# Jacques-Germain Soufflot
Jacques-Germain Soufflot (ejtsd: szufló) (Irancy, 1713. július 22. – Párizs, 1780. augusztus 29.) XV. Lajos és XVI. Lajos francia uralkodók építésze, aki nagy hatást gyakorolt a neoklasszikus építészetre.
A párizsi Panthéon (eredetileg Saint Genovévának szentelt templom) és a lyoni Hôtel-Dieu építésze.

## Művei

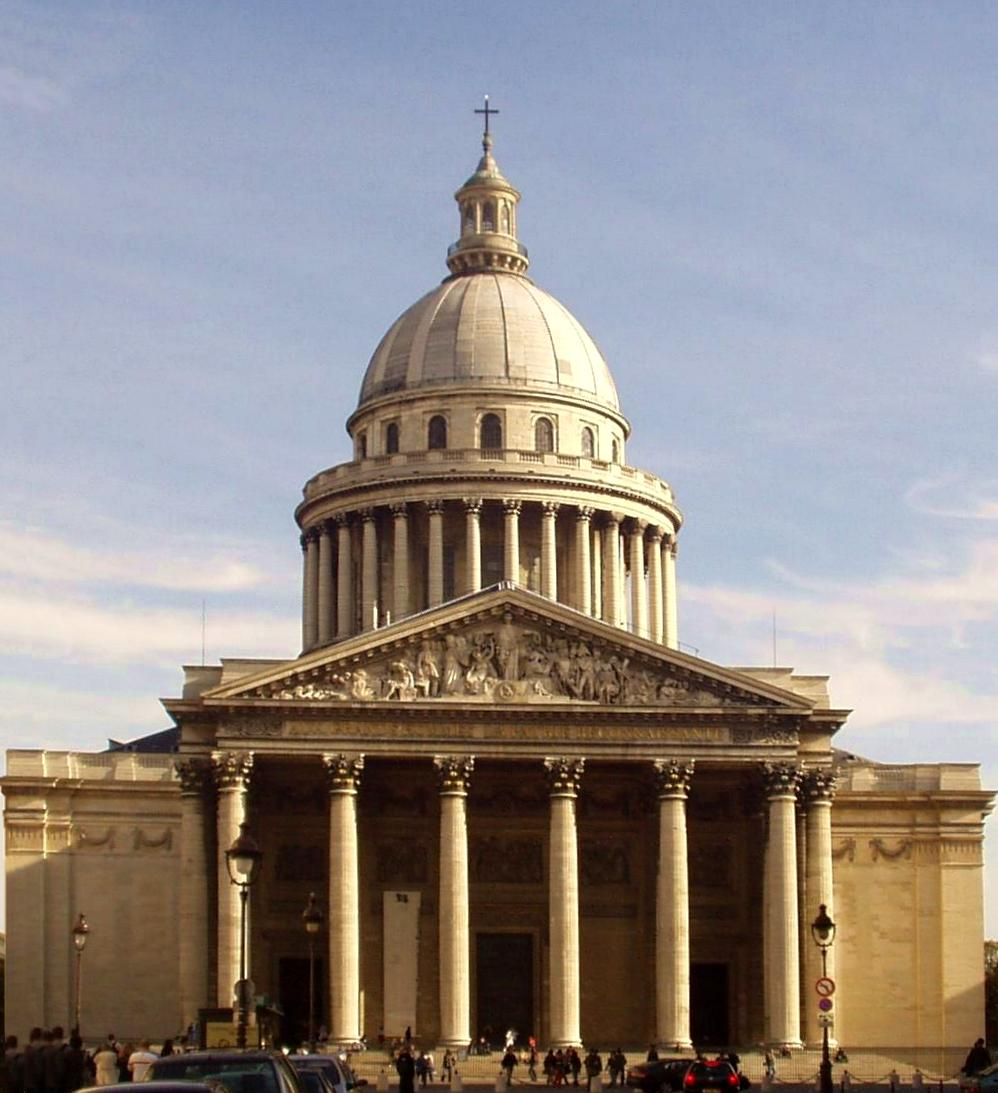
A párizsi Panthéon

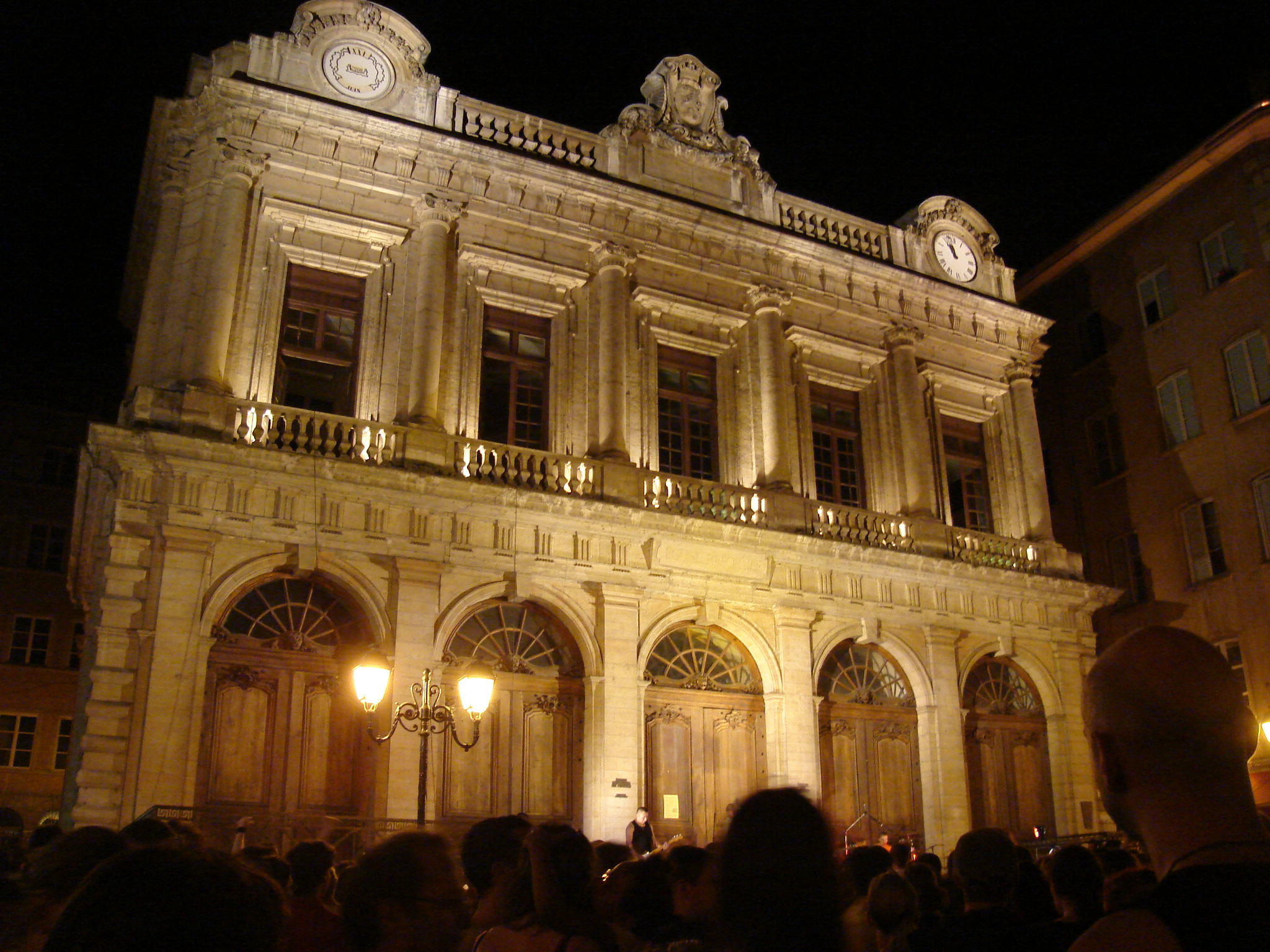
A Változás Temploma Lyonban

- A Lyoni Opera (a "Grand-Théâtre") épülete (mielőtt felváltotta Chenavard és Pollet építészek operaháza)
- 1736 -1750 : A lyoni Saint-Bruno-les-Chartreux-templom bővítése
- 1738 -1740 : Maison La Rivette (Rivette-ház) Caluire-et-Cuire-ben [10]
- 1747 -1750 : Temple du Change (Változás Temploma) Lyonban
- 1750 : A mâconi Hospice de la Charité felújítása
- 1754 -1756 : Színház Lyon Saint-Clair kerületében
- 1741 -1761 : A lyoni Hôtel-Dieu homlokzata
- 1764 : Château de Menars (Loir-et-Cher) kastélyának átalakításai
- 1766 -1775 : A Hôtel de la Marine megépítése, Place de la Concorde, Párizs
- 1757-től : Sainte-Geneviève templom Párizsban, (ma Panthéon – a munka befejezése előtt halt meg)
- A Notre-Dame-székesegyház sekrestyéjének restaurálása [11]

## Fordítás
- Ez a szócikk részben vagy egészben  a   Jacques-Germain Soufflot című francia Wikipédia-szócikk fordításán alapul.  Az eredeti cikk szerkesztőit annak laptörténete sorolja fel. Ez a jelzés csupán a megfogalmazás eredetét és a szerzői jogokat jelzi, nem szolgál a cikkben szereplő információk forrásmegjelöléseként.